# Кофова къща
Кофова къща (на гръцки: Μέγαρο Κόφφα) е емблематична постройка в град Солун, Гърция.

## Местоположение
Сградата е разположена на улица „Йоанис Цимискис“, между „Елевтериос Венизелос“ и „Ронготис“.

## История
Построена е в 1925 година по проект на архитектите Анастасиос Захариадис и Константинос Кокоропулос, с ясно влияние на сецесиона, австро-германския вариант на ар нуво. От построяването си е офис сграда, в която работят адвокати, нотариуси и архитекти. В тази сграда е монтиран един от първите асансьори в Северна Гърция. По време на окупацията в годините на Втората световна война сградата е иззета от окупационните власти и за кратко време там се помещава в Главната военна администрация на Солун-Егея. По-късно администрацията е прехвърлена в Кониордовата къща. След края на войната според някои източници за кратко в сградата се помещава Министерството на Македония и Тракия. В сградата се помещават магазини и офиси.
В 2016 година е обявена за паметник на културата.

### Книжарница „Молхо“
На приземния етаж, вдясно от входа, се помещаваше историческата еврейска книжарница „Молхо“ – най-старата книжарница в града и от малкото в края на XIX век, в която има чужди книги и списания. Книжарницата е открита в 1888 година в сграда на улица „Сабри паша“ (днешната „Венизелос“), която обаче е унищожена при големия пожар от 1917 година и след няколко години книжарницата се мести в Кофовата къща. По време на Втората световна война книжарницата е насилствено иззета от германците и след това разграбена от колаборационисти. Единствените членове на семейството, които успяват да избягат от Солун, са Солон Молхо и сестра му Виктория със семейството си, които намират убежище в Глоса Скопелос. В края на войната Солон Молхо се завръща в Солун и взема книжарницата си, която междувременно се използва от британските власти. Солон Молхо умира в 1997 година и книжарницата затворя в 2004 година.

## Архитектура
Сградата е пететажна с партерен етаж с мецанин, предназначена за търговско ползване. Има п-образна форма и централната ѝ фасада е към „Йоанис Цимискис“. Фасадите към „Венизелос“ и „Цимискис“ са разделени на 3 вертикални оси, като централната ос на всяка фасада е подчертана чрез използването на вертикални декоративни зони, но също така и чрез нейния неравен завършек. Характерна е липсата на балкони в по-голямата част от сградата, като такива има само на последния етаж, но не и в централната част. Отворите са симетрични, а рамките им – геометрично декорирани. Вътре интерес представляват общите части с естествено осветление от прозорците, задната непокрита част и страничното осветление на сградата. На главния вход има вестибюл. Също така вниманието привличат стълбището с дървени парапети и линеарни балюстради с интересна и ергономична гравюра, входните врати с дървена ламперия към офисите и гипсовите релефни декоративни рамки по таваните. Организацията на вътрешните пространства и семплата естетика на материалите са в хармония с външния дизайн на фасадите и цялостната естетика на сградата.